# 教育漢字
教育漢字（きょういくかんじ）は、義務教育で習う常用漢字2,136字のうち、小学校6年間のうちに学習することが文部科学省によって定められた1,026字の必修漢字の通称。文部科学省による正式名称ではない。「学年別漢字配当表」により小学校の学年別に学習する漢字が定められている。
なお、日本漢字能力検定協会では一貫して「学習漢字」と呼んでいる。

## 概要
小学校学習指導要領の付録にある「学年別漢字配当表」にある漢字は、読みについては当該学年で、書きについては次の学年までに学ぶことになっている。
なお、1989年版までの学習指導要領においては、配当表にある漢字が読め、かつ「大体の」漢字が書けることを目標としていた。
小中学生向け作品などでも、これを参考にして漢字制限がされることがある。

## 歴史

### 学年別漢字配当表の制定
教育漢字は、当用漢字の別表として1948年に公布された「当用漢字別表」が起源であった。しかし、当用漢字別表は「小学校に通っている間に習う漢字」としか定めていなかったため、たとえば年度変わりに転校して使用する教科書の会社が変わると、小学校を卒業しても習わない漢字が出てきてしまうおそれがあった。
この問題を解消するため、1958年（昭和33年）10月の文部省告示第80号で初めて「学年別漢字配当表」が示された。
その後、1968年（昭和43年）（実施は1971年度（昭和46年度））に備考漢字（備考欄）を新たに設け、115字が追加された。これが1977年（昭和52年）の改定（実施は1980年度（昭和55年度））で正式に「学年別漢字配当表」に昇格し、同時にそれまでの配当漢字の対象学年の変更も大幅に行われ、合計996字となった。

### 1989年の追加と削除
1989年（平成元年）に再度改定され、1,006字となった。小学生は学年が進むごとに漢字の正答率が下がるため、以降は増やすことを避けてきた。
実施は1992年度（平成4年度）。変更のあった漢字は以下のとおり。ほかに60字の配当学年の異動があった。
豆、皿、梅、松、桜、枝、札、箱、笛、束、昔、巣、夢、飼、並、暮、誕、激、装、盛（追加。計20字）
壱、弐、歓、勧、兼、釈、需、称、是、俗（削除。計10字）

### 都道府県名に含まれる漢字の追加
2010年（平成22年）に都道府県名がすべて常用漢字となった。都道府県名と位置は小学4年生の社会科の時間で教えるが、教科書では教育漢字に含まれていない都道府県名の漢字には振り仮名（ルビ）を振っていた。
2017年（平成29年）には都道府県名に含まれる以下の20字が編入され、1,026字となった。実施は2020年度（令和2年度）。
茨、媛、岡、潟、岐、熊、香、佐、埼、崎、滋、鹿、縄、井、沖、栃、奈、梨、阪、阜
（漢字が含まれる府県名：茨城県、愛媛県、静岡県・岡山県・福岡県、新潟県、岐阜県、熊本県、香川県、佐賀県、埼玉県、長崎県、滋賀県、鹿児島県、沖縄県、福井県、栃木県、神奈川県・奈良県、山梨県、大阪府）

## 問題点

### 交ぜ書き
それまで熟語として用いられてきた語の中には、熟語を構成する漢字に「教育漢字に含まれる漢字」と「含まれない漢字」が混在するものが多数存在する。これらの熟語では、含まれている部分だけを漢字で書き、残りを平仮名で書く、いわゆる交ぜ書きが行われることになる（例：環境→かん境、特徴→特ちょう、挑戦→ちょう戦）。

### 固有名詞との不一致
中学入試では小学校では習わない漢字まで用いなければならない問題（日本史や政治家の人名、地名、時事問題など）も数多く出題される。